# Filippo Costaggini
Filippo Costaggini, né en 1839 à Rome en Italie et mort en 1904 à Upper Falls (en) aux États-Unis, est un artiste qui a travaillé dans le Capitole des États-Unis. 

## Biographie
Lui et Constantino Brumidi sont tous les deux formés à l'Accademia di San Luca à Rome, et il est venu aux États-Unis en 1870. En plus de travailler dans le Capitole des États-Unis, Filippo Costaggini est connu pour la décoration d'églises. Il a décoré le plafond du salon et les murs de la Maison Billmeyer à York en Pennsylvanie. Il est connu principalement pour son travail sur la frise dans la Rotonde du Capitole des États-Unis.
Filippo Costaggini a été sélectionnée pour réaliser les huit autres scènes de la frise dans la Rotonde du Capitole des États-Unis. À l'aide des croquis de Constantino Brumidi, il termine son travail sur la frise en 1889, laissant un écart imprévu de 31 pieds (9,4 m). Il avait espéré  pouvoir combler l'écart avec les trois scènes qu'il avait lui-même conçu, cependant, le Congrès américain n'approuva pas ses dessins avant sa mort. Filippo Costaggini est mort à son domicile dans le Maryland le 15 avril 1904. Il est mort à l'âge de 65 ans.

### Liens
- Ressources relatives aux beaux-arts :   - Bénézit
  - Smithsonian American Art Museum